# Štefan Kuna
Štefan Kuna (29. července 1908 Bošáca – 3. listopadu 1944 Pohronský Bukovec) byl slovenský důstojník, protifašistický bojovník a účastník SNP.

## Rodina
- Otec Ján Kuna
- Matka Anna rod. Kaššovicová

## Životopis
Štefan Kuna byl příslušníkem československého četnictva, po roce 1939 hlavním důstojnickým zástupcem četnictva na různých místech Slovenska. Už od začátku roku 1944 v Martině aktivně spolupracoval s partyzány. Na udání Němců musel sám zakročit proti partyzánům, které nejprve zatkl, ale pak je odvedl na bezpečné místo a propustil. Němce následně ujistil, že je vše v pořádku. Během SNP byl styčným důstojníkem Velitelství čs. četnictva na Slovensku v Turčianských Teplicích s Hlavním štábem partyzánských oddílů. Bojoval v prostoru Vrútky – Martin – Banská Bystrica. Po přechodu SNP do hor byl zajat u Pohronského Bukovce spolu s B. Žingorem a O. Vrbou a následně popraven. Pohřben byl v Bystřičce.

## Ocenění
- V roce 1945 in memoriam vyznamenán Řádem SNP I. třídy, Československým válečným křížem 1939.